# Ezan Akélé
 Emmanuel Ezan Akélé est un homme politique et ancien ministre ivoirien né le 19 mars 1942 à Bonoua (Côte d'Ivoire) et mort le 1er décembre 2023 à Neuilly-sur-Seine.

## Biographie

### Vie politique
Issu des rangs du Parti démocratique de Côte d'Ivoire – Rassemblement démocratique africain (PDCI) dont il est membre du Bureau politique et vice-président, il est ministre des Infrastructures économiques, au sein du gouvernement de Daniel Kablan Duncan, jusqu’en juillet 1998,, sous la présidence de Henri Konan Bédié.
Ezan Akélé est aussi président du conseil d’administration de l’Institut de formation politique du PDCI-RDA.
Ezan Akélé a été ministre dans le gouvernement de Daniel Kablan Duncan sous feu le Président Henri Konan Bédié.

### Décès
Ezan Akélé meurt le 1er décembre 2023 à Neuilly-sur-Seine à l’âge de 81 ans,. Il est enterré le 21 décembre 2023 dans le cimetière de Grand-Bassam.

## Distinction
- Grand officier de l’ordre du Bélier[5]